# Cellulase
Cellulase (phiên âm kiểu cũ: Xenlulaza) là một trong số một số enzyme được sản xuất chủ yếu bởi nấm, vi khuẩn và các động vật nguyên sinh xúc tác quá trình phân giải cellulo, phân giải cellulose và một số polysaccharide liên quan. Tên này cũng có thể sử dụng để chỉ bất kỳ hỗn hợp hoặc phức hợp tự nhiên nào gồm các enzym khác nhau, hoạt động theo dây chuyền hoặc cùng lúc để phân hủy vật liệu cellulose.
Cellulase có thể "phá vỡ" phân tử cellulose thành các monosaccharide ("đường đơn") như beta-glucose, hoặc thành các polysaccharide ngắn hơn và oligosaccharide. Sự phân hủy cellulose có tầm quan trọng đáng kể về kinh tế, bởi vì nó giúp biến thành phần chính của thực vật thành sản phẩm để tiêu thụ và sử dụng trong các phản ứng hóa học. Nếu đi cụ thể hơn thì phản ứng liên quan đến sự thủy phân của các liên kết 1,4-beta-D-glycosidic trong cellulose, hemicellulose, lichenin và beta-D-glucan trong ngũ cốc. Bởi vì các phân tử cellulose liên kết chặt chẽ với nhau, phân giải cellulose là tương đối khó khăn so với sự phân hủy của các polysaccharide khác, chẳng hạn như tinh bột.
Hầu hết các động vật có vú chỉ có khả năng rất hạn chế tiêu hóa các chất xơ như cellulose. Trong nhiều loài động vật ăn cỏ, như động vật nhai lại (dạ dày 4 ngăn) như bò và cừu và động vật có dạ dày đơn như ngựa, cellulase có thể được tạo ra bởi vi khuẩn cộng sinh. Cellulase chỉ được sản xuất bởi một vài loại động vật, chẳng hạn như một số mối.
Một số loại cellulase khác nhau được biết đến, có cấu trúc và cơ chế khác nhau. Từ đồng nghĩa, dẫn xuất và các enzym cụ thể liên quan đến tên "cellulase" bao gồm endo-1,4-beta-D-glucanase (beta-1,4-glucanase, beta-1,4-endoglucan hydrolase, endoglucanase D, 1,4 - (1,3,1,4) -eta-D-glucan 4-glucanohydrolase), carboxymethyl cellulase (CMCase), avicelase, celludextrinase, cellulase A, cellulosin AP, cellulase kiềm, cellulase A 3, 9.5 cellulase và pancellase SS. Enzym mà chia lignin làm đôi khi cũng được gọi là cellulase, nhưng cách sử dụng này đã lỗi thời và nay không được chấp nhận; chúng là các enzyme biến đổi lignin, không phải cellulose.